# Ma non è una cosa seria (Pirandello)
Ma non è una cosa seria è una commedia in tre atti di Luigi Pirandello, ispirata alle sue novelle La Signora Speranza (1902) e Non è una cosa seria (1910), composta tra il 1917 (forse agosto) e il febbraio 1918. La prima rappresentazione fu al Teatro Rossini di Livorno il 22 novembre 1918 con la Compagnia di Emma Gramatica. Il testo della commedia fu pubblicato dall'editore Treves di Milano nel 1919.
Con lo stesso titolo, dalla commedia ne sono stati tratti un film del 1921 diretto da Augusto Camerini e uno del 1936 diretto da Mario Camerini (di cui lo stesso regista ha realizzato nel 1938 una versione tedesca (Der Mann, der nicht nein sagen kann).

## Trama
Memmo Speranza, allegro e spensierato conquistatore di donne, che abbandona regolarmente, è appena sfuggito alla morte in duello con un infuriato mancato cognato. Non vuole più correre simili rischi e allora ha la bella idea di sposarsi di modo che nessuna sedotta e abbandonata potrà più pretendere il matrimonio da lui. Naturalmente sarà un matrimonio, in regola con la legge, ma finto nella realtà. Per moglie fittizia, Memmo prenderà Gasparina, proprietaria di una pensione, donna semplice, umile e sottomessa che certo non darà fastidi e che, anzi, ringrazierà la sorte di essersi potuta sposare, lei che si considera una donna insignificante e senza nessuna di quelle attrattive che fanno innamorare gli uomini.
D'altra parte questo matrimonio di facciata è l'unica via di scampo per il nostro Don Giovanni, portato dalla sua stessa natura ad essere attirato irresistibilmente dalle belle donne e ad infiammarsi d'amore come il fuoco della paglia che però subito si spegne. In cambio delle nozze Memmo assicurerà alla sposa una vita agiata, senza più la fatica di gestire la pensione, in una casetta in campagna.
L'unico che si oppone a questa faccenda poco seria è un avventore della pensione, l'anziano signor Barranco, segretamente innamorato di Gasparina.
Memmo però, proverà a sue spese come spesso la logica non salvi dalla pazzia. Infatti i ragionamenti che l'hanno portato a convincersi della perfetta razionalità del contrarre un falso matrimonio per evitarne uno vero, gli hanno fatto commettere una pazzia e ora la logica gli si ritorce contro. Da essere razionale e sicuro di sé, si è trasformato in innamorato pazzo della donna che aveva lasciato e che ora, da savio, vorrebbe ma non può sposare.
Memmo rimprovera gli amici di non averlo fermato dal compiere quella pazzia del falso matrimonio, anzi hanno preso la cosa come un gustoso scherzo ridendoci sopra.
MAGNASCO: Ma non hai fatto una cosa seria! Hai ragionato, ti dico! E siccome ora sei pazzo, ti sembra di aver commesso una follia.

MEMMO: Sono pazzo?

MAGNASCO: Innamorato. Fa lo stesso!

MEMMO: Ah, per questo?
MAGNASCO: Ma sì caro! Perché la vita non è ragionamento!»
Questa la morale di Pirandello: la vita «non è una cosa seria» che si possa risolvere con la logica. I nostri ragionamenti la vita spesso ce li ribalta contro, come dimostra quello che accade nel seguito della commedia.
Gasparina si sta trasformando: di giorno in giorno mette in luce le buone qualità del suo carattere che prima nascondeva, diventando così tanto desiderabile che Memmo Speranza compirà un atto finalmente responsabile mutando il matrimonio per scherzo in una cosa seria.

## Edizioni
- Luigi Pirandello, Maschere nude, a cura di Italo Zorzi e Maria Argenziano, Newton Compton Editori, 2007